# Діско-панк
«Діско-панк» (англ. Disco-punk) — перший мініальбом українського ска-панк гурту Брем Стокер.

## Про альбом
Більшість людей не любить, коли їх улюблені гурти міняють шось в своїй музиці. Але Брем Стокер завжди відрізняються тим, що шукають нові можливості та грані такого музично-банального на перший погляд панк року. Пісня Шлягер, це невеликий екскурс в 80-ті. Хто пам'ятає ЦПХ, Варйонкі, Пєтушкі, Відік та Касети готуйтесь пустити ностальгійну сльозу. Хвіс та Мушля заспівана на німецький мові. В ній співається про протистояння між жінкою та чоловіком, але слова цієї пісні нам забороняла казати міліція! Амфітамін це пісня присвячена великим конюшням, як зара мають назву Нічний Клуб! Бабуін пісня-гімн людини, яка відчува себе супер героєм з комікса та телевізора, мотив для цього це кохання до якоїсь баби. Трек Зомбі це запис з живого виступу Брем Стокер. Весь альбом зіграний на живу, тобто не викаристано жодного штучного інструменту. Звучання чесне, таке яке ви можете почути на виступах гурту та репетиціях

## Список композицій
| #  | Назва            | Тривалість |
| -- | ---------------- | ---------- |
| 1. | «Шлягер»         | 2:49       |
| 2. | «Хвіст та Мушля» | 2:40       |
| 3. | «Амфітамін»      | 2:45       |
| 4. | «Бабуїн»         | 2:37       |
| 5. | «Зомбі (наживо)» | 3:39       |